# Битка код Бардањолта
Бардањолт (Велики и Мали Бардањолт, алб. Bardhanjoret) је брдско земљиште источно и сјевероисточно од Скадра, на којем су се водиле тешке борбе између црногорско-српских и турских снага у Првом балканском рату 1912–1913. 
На положајима су доминирале коте 278 и 185, у спољном појасу одбране скадарске тврђаве. Коте су биле добро утврђене и опасане бодљикавом жицом.
Дана 28. октобра 1912. године Вучедолска и Никшићка бригада Зетског одреда црногорске војске су заузеле Бардањолт у борби против 2 батаљона турских редифа. Турци су извршили противнапад сутрадан, и повратили Бардањолт.
Зетски одред је извршио поновни напад 7. фебруара 1913. године против 6 батаљона низама. До 9. фебруара је успио да заузме положаје.
Губици: Црногорци 4000 мртвих, рањених и несталих. Турци 1338 људи, нејасно је који је број мртвих и рањених од тога, или укључује само мртве.